# Abd Allah ibn Abd al-Aziz Al Su’ud
Abd Allah ibn Abd al-Aziz Al Su’ud, arab. عبدالله بن عبدالعزيز آل سعود (wym. [ʢæbˈdɑɫɫɐ ɪbn ˈʢæbdæl ʢæˈziːz ʔæːl sʢuːd]) (ur. 1 sierpnia 1924 w Rijadzie, zm. 23 stycznia 2015 tamże) – król Arabii Saudyjskiej od 1 sierpnia 2005 do 23 stycznia 2015.

## Zarys biografii
Był dziewiątym z 37 synów twórcy współczesnej Arabii Saudyjskiej, króla Ibn Su’uda. Otrzymał wykształcenie na dworze królewskim, od 1962 roku pełnił funkcję dowódcy Gwardii Królewskiej. Od marca 1975 r. do czerwca 1982 r. pełnił funkcję II wicepremiera. Po śmierci króla Chalida (13 czerwca 1982 r.) i wstąpieniu na tron Fahda został wyznaczony na następcę tronu, wicepremiera i szefa polityki zagranicznej. Od 1996 roku, ze względu na zły stan zdrowia króla Fahda (cierpiał na porażenie połowicze), wykonywał obowiązki regenta. Wstąpił na tron po śmierci brata 1 sierpnia 2005 roku.
Uważany był za zwolennika współpracy ze Stanami Zjednoczonymi. Wielokrotnie przebywał w Stanach Zjednoczonych, m.in. w 1998 r. i 2000 r. i miał dobre kontakty z byłym prezydentem George’em Bushem (podobnie jak z jego poprzednikami).
Miał opinię pobożnego muzułmanina, ufundował dwie islamskie biblioteki – w Rijadzie i Casablance. Z czterema małżonkami doczekał się siedmiu synów i piętnastu córek.

## Związki z Polską
W Polsce stał się znany jako fundator operacji rozdzielenia bliźniaczek syjamskich z Janikowa Darii i Olgi Kołacz (3 stycznia 2005 roku). Kuzyn dziewczynek informacje – z prośbą o pomoc finansową na operację – o siostrach syjamskich zamieścił na stronie internetowej. Ówczesny następca tronu zaprosił siostry z matką do Arabii Saudyjskiej i ufundował operację rozdzielenia. Dziewczynkami (z uwagi na fundatora) interesowała się telewizja, szeroko informując o postępach przed i po operacji. Operacja była transmitowana przez saudyjską telewizję.
Władze Janikowa nadały mu tytuł honorowego obywatela miasta.
Na wniosek polskich dzieci Międzynarodowa Kapituła Orderu Uśmiechu przyznała mu 18 marca 2005 r. Order Uśmiechu, który odebrał z rąk Kanclerza Kapituły Marka Michalaka w rezydencji „Belweder” w Warszawie 26 czerwca 2007 roku. Król otrzymał legitymację Kawalera Orderu Uśmiechu nr 800.
25 czerwca 2007 roku otrzymał z rąk prezydenta RP Lecha Kaczyńskiego Order Orła Białego. W 2008 uhonorowany Nagrodą Lecha Wałęsy.

## Śmierć
Abd Allah na początku stycznia 2015 r. trafił do szpitala z powodu zapalenia płuc; aby ułatwić mu oddychanie, konieczna była intubacja.
Król Arabii Saudyjskiej Abd Allah ibn Abd al-Aziz Al Su’ud zmarł w nocy 23 stycznia 2015 roku w wieku 90 lat. Panował przez 3462 dni. Po jego śmierci w wielu państwach Bliskiego Wschodu ogłoszono żałobę narodową. Zmarły monarcha spoczął w skromnym, nieoznakowanym grobie w stolicy kraju, Rijadzie.
Nowym monarchą został jego brat, książę Salman ibn Abd al-Aziz.

## Odznaczenia
- Klasa Specjalna Orderu Króla Abd-Aziza (ex officio, 2005)
- Klasa Specjalna Orderu Króla Fajsala (ex officio, 2005)
- Order Korony Państwa I klasy (Malezja, 1982)[6]
- Kawaler Krzyża Wielkiego Orderu Łaźni (Wielka Brytania, 1998)[7]
- Krzyż Wielki Orderu Dobrej Nadziei (Południowa Afryka, 1999)[8]
- Łańcuch Orderu Wyzwoliciela San Martina (Argentyna, 2000)[9]
- Order „Przyjaźń” I klasy (Kazachstan, 2001)[10]
- Order Obrońcy Państwa I klasy (Malezja, 2003)[11]
- Order Uśmiechu (2003)[12]
- Klasa Specjalna Odznaki Honorowej za Zasługi dla Republiki Austrii (Austria, 2004)[13]
- Order Niepodległości (Azerbejdżan, 2005)[14]
- Krzyż Wielki z Łańcuchem Orderu Nishan-e-Pakistan (Pakistan, 2006)[15]
- Order Złotego Runa (Hiszpania, 2007)[16]
- Order Orła Białego (Polska, 2007)[17][18]
- Wielki Łańcuch Orderu Krzyża Południa (Brazylia, 2009)[19]
- Order Umajjadów (Syria, 2009)[20]
- Wielka Wstęga Orderu Narodowego Cedru (Liban, 2010)[21]